# رابرت برنل
رابرت برنل (انگلیسی: Robert Burnell؛ c. ۱۲۳۹ – ۲۵ اکتبر ۱۲۹۲) یک کشیش اهل انگلستان بود. او در زمان ادوارد یکم پادشاه انگلستان زندگی می‌کرد. رابرت برنل در زمینه امور خارجی فعالیت داشت و ماموریت‌هایی از طرف پادشاه به ولز، فرانسه و اسکاتلند داشت.